# Limnaecia definitiva
Limnaecia definitiva là một loài bướm đêm thuộc họ Cosmopterigidae. Nó được tìm thấy ở Úc.